# エクリプス (競走馬)
エクリプス（Eclipse、1764年 - 1789年）は、18世紀後半に活躍したイギリスの競走馬・種牡馬である。18戦18勝の戦績を持つ。サラブレッドの基礎を作ったと言われる。名言「Eclipse first, the rest nowhere.」（意味 : 「唯一抜きん出て並ぶ者なし」（『新英和大辞典』研究社より引用））で知られる。
- 以下馬齢表記は現在の数え方に統一する[3]。

## 概説

### 歴史的背景
エクリプスが生まれた18世紀中頃は、まだジョッキークラブも結成されておらず、ダービーステークス等今日知られている競走も行われておらず、王族などが開催する一部の競走を除けば、貴族や富豪が相互に賭け合い勝負をするという形で競馬が行われていた時代である。また競走形態も後世のものとは異なり、同じ馬で長距離レースを何度も戦って勝負を決するという形式のもの（ヒートレース）が盛んに行われた。この時代の競走馬といえば、主に東方（アラビア半島や北アフリカ、小アジアなど）から輸入あるいは略奪してきたアラブ種系の馬のことを指していた。サラブレッドはまだ成立しておらず、競走馬といえば単にランニングホースと呼ばれていた。エクリプス自身も競走馬時代はサラブレッドと呼ばれたことはないはずである。この後エクリプスやヘロド、マッチェム、スナップなどが基礎となりサラブレッドという品種が徐々に成立していくこととなる。1791年のジェネラルスタッドブック序巻の発刊をもってサラブレッドの成立とすることが多い。

### 競走成績
このような時代に生まれたエクリプスは、極めて激しい気性を持ちながらも当時の競馬に適応した。18戦18勝（うちヒートレース7、マッチレース1、単走8）という成績を残し、かつ全ての競走が楽勝だった。エクリプスは18世紀の最強馬とされることが多い。少なくともこの時代最も重要な競走馬であり、かつ後世に最も知られているというのは確かである。
ただし当時既にドイツなどでも競馬が行われていたはずであり、そちらとの力関係は現在では知るすべはない。現在に繋がるイギリスの競馬はともかく、相次ぐ戦争などで衰退する大陸ヨーロッパの競馬は忘れられていった。イギリスにも同世代にゴールドファインダー（13戦不敗、エクリプスとは未対戦に終わる）という競走馬がいたが、こちらも現在では記録の彼方に追いやられている。また、エクリプス自身の記録についても不明瞭なものが多く、この18戦のほかにも記録に残っていないものがあるといわれている。残されている逸話も真偽不明なものが幾つかある。

### 種牡馬としての実績
エクリプスには種牡馬としての功績もある。ポテイトーズやサージェントなどを輩出し、この時代としては非常に多い344頭の産駒が競馬で勝利した。ダービーステークスは1780年の創設で、既にエクリプスは晩年にさしかかっていたが、3頭の優勝馬を送り出した。父の父や母の父としても優秀で、サラブレッドの成立にも貢献した。今日のサラブレッドの父系（サイアーライン）を遡っていくとその98%までもがポテイトーズ、キングファーガスというエクリプスの2頭の産駒にたどり着くとされ、これらを総称してエクリプス系と呼ばれる。同時代を生きていたマッチェムの子孫（2%）や、ヘロドの子孫（ごく少数）に対して圧倒的優勢である。

## 生涯

### 誕生
エクリプスは1764年4月1日の日食（金環食）の日に生まれた。馬名はこの日食に由来し、ジェネラルスタッドブック第1巻には「全てのレースを侵蝕（Eclipse）したからエクリプスと呼ばれたのではなく、日食の日に生まれたため日食を意味するEclipseと名付けられた」と注釈がある。生産者はヘロドも生産したイギリス王族の軍人カンバーランド公である。
一方この時代、まだ血統書や成績書などは整備されていなかったため、分かっていないことも多い。生誕地はウィンザー御狩場牧場というのが有力ではあるが、他にもドーキングのミクルハムにある古木の側なども有名で、バークシャーダウンズ、アイル・オブ・ドッグズという説もある。

### デビューまで
1歳になった1765年、カンバーランド公が死亡したためエクリプスを含め彼の所有馬は全てセリ市に出された。羊の売買商ウィリアム・ワイルドマンは、人づてにエクリプスの話を聞きぜひ手に入れたいと思っていたが、彼が到着したとき既にエクリプスは70ギニーで落札されてしまっていた。ワイルドマンは諦めずにセリが公示時刻よりも早く始まっていたことに抗議し、再度行われたセリにて75ギニーに競り上げエクリプスを手に入れる事に成功した。
ワイルドマンはこうしてエクリプスを手に入れたものの、非常に気性が荒く、事あるごとに暴れるエクリプスを持て余していた。一時は去勢することも考えたが、知り合いのデニス・オケリーの勧めもあり結局辛抱強く馴致（じゅんち）を行った。名立ての荒馬乗りジョン・オークリーに乗り回される内に競馬に使えそうな見込みが立ち、1769年にデビューした。当時はヒートレース（同じ馬が2回勝つまで競走を繰り返す）が主流だったこともあり5歳6歳になってからのデビューが普通で、エクリプスもこの時5歳になったばかりだった。
エクリプスをデビューさせるにあたりエプソムで試走させてみると、エクリプスは予想外の力を見せた。真偽のほどは定かではないが、キノコ狩りにやって来て偶然この試走を目撃した近所の老婆が「あれが本当の競馬であったかどうかよくわからないが、右後脚一白の栗毛馬がもの凄い形相をして疾走し、たちまち相手馬との差をどんどん広げていくのを見たのはたしかです。あの馬に追いつくには地の果てまで走り続けても……」（参考文献2,3より引用）と答えたという話が伝わっている。デビュー戦の掛け率（オッズ）はこの試走により一挙に1対4にまで跳ね上がった。

### 競走馬時代
競走成績は公式には18戦18勝とされた。7回から8回のヒートレースに出走したが、各ヒートでも1度も負けず、全て2戦で決着を付けている。走行フォームは頭を地面すれすれに下げて走る独特なものだったと伝えられている。
エクリプスは1769年5月3日にエプソムで行われたノーブルメン&ジャントルメンズプレート（貴族と紳士のプレート、4マイルヒート）でデビューした。既に他馬を凌駕する力を持っており、この競走で「Eclipse first, the rest nowhere.」という言葉が生まれた。
2戦目はアスコット競馬場でのノーブルメン&ジャントルメンズプレートで、ここも圧勝。さらに次走、6月13日にウインチェスター競馬場で行われたキングズ100ギニープレートは、7歳馬を相手に大差で圧勝した。オケリーは初戦で儲けた資金650ギニーでエクリプスの権利の半分を買い取った。2日後の競走はエクリプスのあまりの強さを目の当たりにした馬主が皆回避したために単走になった。このシーズンは他に、ノーブルメン&ジャントルメンズプレート、シティプレート、シティフリープレート、キングズ100ギニープレート等記録に残っている競走だけで9戦を消化し全て圧勝で終えた。
エクリプスの強さが明らかになるにつれ賭けレースを挑もうという人は少なくなり、馬主が貴族でもジョッキークラブに所属しているわけでもないエクリプスにとって出走する競走がないという問題が出てきた。この後も出走可能な貴族と紳士のプレートのような競走に出走し続けるが、登録する端から皆が回避してしまうために、生涯で少なくとも8度の単走を記録した。

### 競走成績
| 出走日        | 競馬場           | 競走名                                | 着順 | 騎手         | 距離              | （主な対戦相手）                                       |
| ------------- | ---------------- | ------------------------------------- | ---- | ------------ | ----------------- | ------------------------------------------------------ |
| 1769年5月3日  | エプソム         | ノーブルメン&ジェントルメンズプレート | 優勝 | J.オークリー | 芝4マイル・ヒート | （ガウアー、ケード、トライアル、プルーム）             |
| 5月29日       | アスコット       | ノーブルメン&ジェントルメンズプレート | 優勝 | J.オークリー | 芝2マイル・ヒート | （クリームデバルバド）                                 |
| 6月13日       | ウインチェスター | キングズ100ギニープレート             | 優勝 | J.オークリー | 芝4マイル・ヒート | （スラウチ、チガー、ジューバ、カリバン、クランヴィル） |
| 6月15日       | ウインチェスター | シティ50ギニーズプレート              | 1着  | J.オークリー | 芝4マイル         | 単走                                                   |
| 6月28日       | ソールズベリー   | キングズ100ギニープレート             | 1着  | J.オークリー | 芝4マイル         | 単走                                                   |
| 6月29日       | ソールズベリー   | シティフリープレート                  | 優勝 | J.オークリー | 芝4マイル・ヒート | （サルファー）                                         |
| 7月25日       | カンタベリー     | キングズ100ギニープレート             | 1着  | J.オークリー | 芝4マイル         | 単走                                                   |
| 7月27日       | ルイス           | キングズ100ギニープレート             | 優勝 | J.オークリー | 芝4マイル・ヒート | （キングストン）                                       |
| 9月19日       | リッチフィールド | キングズ100ギニープレート             | 優勝 | J.オークリー | 芝3マイル・ヒート | （タルディ）                                           |
| 1770年4月17日 | ニューマーケット | マッチレース                          | 1着  | J.オークリー | 芝4マイル         | （ブケファロス）                                       |
| 4月19日       | ニューマーケット | キングズ100ギニープレート             | 優勝 | J.オークリー | 芝4マイル・ヒート | （ペンショナー、ダイアナ、チガークロー）               |
| 6月5日        | ギルドフォード   | ヒズマジェスティーズ100ギニープレート | 1着  | J.オークリー | 芝4マイル         | 単走                                                   |
| 7月3日        | ノッティンガム   | ヒズマジェスティーズ100ギニープレート | 1着  | J.オークリー | 芝4マイル         | 単走                                                   |
| 8月20日       | ヨーク           | ヒズマジェスティーズ100ギニープレート | 1着  | J.オークリー | 芝4マイル         | 単走                                                   |
| 8月23日       | ヨーク           | グレートサブスクリプションプレート    | 1着  | J.オークリー | 芝4マイル         | （トルトワーズ、ベラリオ）                             |
| 9月3日        | リンカーン       | ヒズマジェスティーズ100ギニープレート | 1着  | J.オークリー | 芝4マイル         | 単走                                                   |
| 10月3日       | ニューマーケット | 150ギニーズプレート                   | 1着  | J.オークリー | 芝4マイル         | （コルシカン）                                         |
| 10月4日       | ニューマーケット | キングズ100ギニープレート             | 1着  | J.オークリー | 芝4マイル         | 単走                                                   |

前述の通り、エクリプスにマッチレースを挑もうという馬はほとんどいなかったが、1770年の初め1回のマッチレースが組まれた。相手は当時北部を中心になかなかの実績を上げていたブケファロスという馬で、馬主ペレグリン・ウエントワースは6対4という強気な掛け率で挑んできていたが、このマッチレースでもエクリプスは楽勝した。ウエントワースは愛馬が惨敗したことにショックを受け半年間自宅に引きこもってしまったという。さらに次の競走では第2ヒートで再び対戦相手を「見えなくなるほど（out of sight）」突き放して圧勝した。
4月の終わりにはオケリーが1100ギニーでエクリプスの権利を全て買い取った。その後ヒズマジェスティーズ100ギニー、キングス100ギニー等に勝った。10月にはこの時代を代表するもう一頭の強豪、ゴールドファインダー（13戦不敗）とのマッチレースが行われる予定であったが、ゴールドファインダーが故障、そのまま引退したため実現せず、最後は挑んでくる者もいなくなったためこのシーズンを最後に引退することとなった。生涯成績は18戦とも20戦とも26戦とも言われているが全勝だったことは確かである。

### 引退後
- #種牡馬成績参照

引退後はオケリーのもとで種牡馬として供用された。オケリーはエクリプスを利用して馬産家として成功した。なお、最初はクレイヒルで供用されていたが、24歳の時に2頭立ての幌付き馬車でミドルセックスのカノンズに移された。これ以前に競走馬が車で移動した例は無く、馬運車に初めて乗った馬ではないかとも言われている。
1789年2月26日夜7時、疝痛（せんつう）により死亡、25歳であった。カノンズで行われた葬儀には多くの人が集まり弔いのためにビールと菓子が供された。

### 種牡馬成績
種付料は初年度が50ギニー、それ以降は20から30ギニーの間で推移した。種牡馬成績はダービーステークス優勝馬3頭やポテイトーズ等344頭の勝ち馬（競走で1勝以上を挙げた馬。勝利産駒とも）を輩出し競走馬時代に勝るとも劣らない活躍をしたが、結果的に一度も首位種牡馬（リーディングサイアー）になることはなかった。これはヘロド（Herod、首位種牡馬8回、勝ち馬497頭）とその息子ハイフライヤー（Highflyer、首位種牡馬13回、勝ち馬469頭）と種牡馬としての活躍時期が競合していたためである。そのため、1778年から1788年の間歴代最多となる11年連続種牡馬ランキング2位という記録を作っている。しかし母の父としては、ヘロド〜ハイフライヤー系の父との間に多くの名馬が出た。アーチデューク (Archduke) 、ジョンブル (John Bull) といったエプソムダービー優勝馬もいる。
- 勝利産駒 344頭（文献により325 - 400の幅あり）
- 総獲得賞金 158,047ポンド

なお、エクリプス（とハイフライヤー）は産駒があまりに活躍するために競走では特別な負担を課せられることもあった。例えば第1回ジュライステークスの施行条件にはエクリプスとハイフライヤー産駒は負担重量を余計に3ポンド背負わなければならないといった条件が含まれていた。

## 主な産駒
- ポテイトーズ (Potoooooooo、1773年) 46戦30勝。 ネアルコ、ハイペリオン系等現在の父系の大半の祖先
- キングファーガス (King Fergus、1775年) 1797年英チャンピオンサイアー。セントサイモン系の祖先
- ヤングエクリプス (Young Eclipse、1778年) ダービーステークス
- サルトラム (Saltram、1780年) ダービーステークス
- サージェント (Serjeant、1781年) ダービーステークス
- ダンガノン（Dungannon、1780年) サージェントの全兄、25戦23勝
- アネット (Annette、1784年) オークスステークス
- ジョーアンドリュース (Joe Andrews、1778年) ジョーアンドリュース系の祖。現在は滅亡
- マーキュリー (Mercury、1778年) マーキュリー系の祖。現在は滅亡

牝駒の産駒（エクリプスを母の父に持つ馬）
- フェノメノン（Phoenomenon、1780年）　セントレジャーステークス、ドンカスターカップ　父: Herod
- スカイスクレーパー（Skyscraper、1786年）　ダービーステークス　父: Highflyer
- ヴァランテ（Volante、1789年）　オークスステークス　父: Highflyer
- オベロン（Oberon、1790年）　ドンカスターカップ　父: Highflyer
- スタンフォード（Stamford、1794年）　ドンカスターカップ2回　父: Sir Peter Teazle
- アーチデューク（Archduke、1796年）　ダービーステークス　父: Sir Peter Teazle
- パリ（Paris、1803年）　ダービーステークス　父: Sir Peter Teazle
- ターター（Tartar、1789年）　セントレジャーステークス　父: Florizel
- ジョンブル（John Bull、1790年）　ダービーステークス　父: Fortitude
- ベリナ（Bellina、1796年）　オークスステークス　父: Rockingham
- エフエメラ（Ephemera、1797年）　オークスステークス　父: Woodpecker
- タグ（Tag、1786年） オークスステークス　父: Trentham

タグ以外はすべて父がヘロド系種牡馬

## 血統
エクリプスの両親は父マースクと母スピレッタで、どちらもカンバーランドの所有馬であった。父マースクは、競走馬時代に6戦3勝の成績を残した。種牡馬としての評価はあまり高くなかったが、エクリプスの活躍で評価が高まった。母スピレッタは1戦して着外だった。その2番目の産駒がエクリプスである。兄弟は全部で5頭、内2歳年下の全妹プロサーパインは娘にルナを出し、ルナはファミリーナンバー12-g号族の祖となった。12-g号族の日本での代表格はハイセイコー、タニノムーティエ・タニノチカラ兄弟等がいる。
なお、父はマースクではなくシェイクスピアだという説もある。タタソールの記録帳には、デニス・オケリーの厩務員の証言として、1763年のスピレッタにはマースクに交配される前にシェイクスピアとも交配されたという記述がある。エクリプスの特徴もシェイクスピアに似ているという。しかしこれはあくまで仮説であり、公式にはエクリプスの父はマースクである。もっとも、シェイクスピアの父親はホブゴブリンであり、その父の父はマースクと同じくダーレーアラビアンに遡るため仮にこちらが本当だとしても父系自体に大きな変更はない。

## 血統表
血統表及びその見方については競走馬の血統#血統表を参照
| エクリプスの血統（エクリプス系 / Snake Mare3×4=18.75% Snake4×4・5=15.62%） | エクリプスの血統（エクリプス系 / Snake Mare3×4=18.75% Snake4×4・5=15.62%） | エクリプスの血統（エクリプス系 / Snake Mare3×4=18.75% Snake4×4・5=15.62%） | （血統表の出典）     | （血統表の出典）  |
| 父 Marske 1750 黒鹿毛 (or Shakespeare 1745)                                | 父の父Squirt 1732 栗毛                                                     | Bartlet's Childers                                                         | Darley Arabian       | Darley Arabian    |
| 父 Marske 1750 黒鹿毛 (or Shakespeare 1745)                                | 父の父Squirt 1732 栗毛                                                     | Bartlet's Childers                                                         | Berry Leedes         |                   |
| 父 Marske 1750 黒鹿毛 (or Shakespeare 1745)                                | 父の父Squirt 1732 栗毛                                                     | Snake Mare                                                                 | Snake                | Snake             |
| 父 Marske 1750 黒鹿毛 (or Shakespeare 1745)                                | 父の父Squirt 1732 栗毛                                                     | Snake Mare                                                                 | Grey Wilkes          |                   |
| 父 Marske 1750 黒鹿毛 (or Shakespeare 1745)                                | 父の母Blacklegs Mare 生年不明                                              | Blacklegs                                                                  | Hutton's Bay Turk    | Hutton's Bay Turk |
| 父 Marske 1750 黒鹿毛 (or Shakespeare 1745)                                | 父の母Blacklegs Mare 生年不明                                              | Blacklegs                                                                  | Coneyskins Mare      |                   |
| 父 Marske 1750 黒鹿毛 (or Shakespeare 1745)                                | 父の母Blacklegs Mare 生年不明                                              | Bay Bolton Mare                                                            | Bay Bolton           | Bay Bolton        |
| 父 Marske 1750 黒鹿毛 (or Shakespeare 1745)                                | 父の母Blacklegs Mare 生年不明                                              | Bay Bolton Mare                                                            | Fox Cub Mare         |                   |
| 母 Spilletta 1749 鹿毛                                                     | 母の父Regulus 1739 鹿毛                                                    | Goldolphin Arabian                                                         | 不明                 | 不明              |
| 母 Spilletta 1749 鹿毛                                                     | 母の父Regulus 1739 鹿毛                                                    | Goldolphin Arabian                                                         | 不明                 |                   |
| 母 Spilletta 1749 鹿毛                                                     | 母の父Regulus 1739 鹿毛                                                    | Grey Robinson                                                              | Bald Galloway        | Bald Galloway     |
| 母 Spilletta 1749 鹿毛                                                     | 母の父Regulus 1739 鹿毛                                                    | Grey Robinson                                                              | Snake Mare           |                   |
| 母 Spilletta 1749 鹿毛                                                     | 母の母Mother Western 1731                                                  | Easby Snake                                                                | Snake                | Snake             |
| 母 Spilletta 1749 鹿毛                                                     | 母の母Mother Western 1731                                                  | Easby Snake                                                                | Akaster Turk Mare    |                   |
| 母 Spilletta 1749 鹿毛                                                     | 母の母Mother Western 1731                                                  | Old Montagu Mare                                                           | Old Montagu          | Old Montagu       |
| 母 Spilletta 1749 鹿毛                                                     | 母の母Mother Western 1731                                                  | Old Montagu Mare                                                           | Hautboy Mare F-No.12 |                   |

## 死亡後

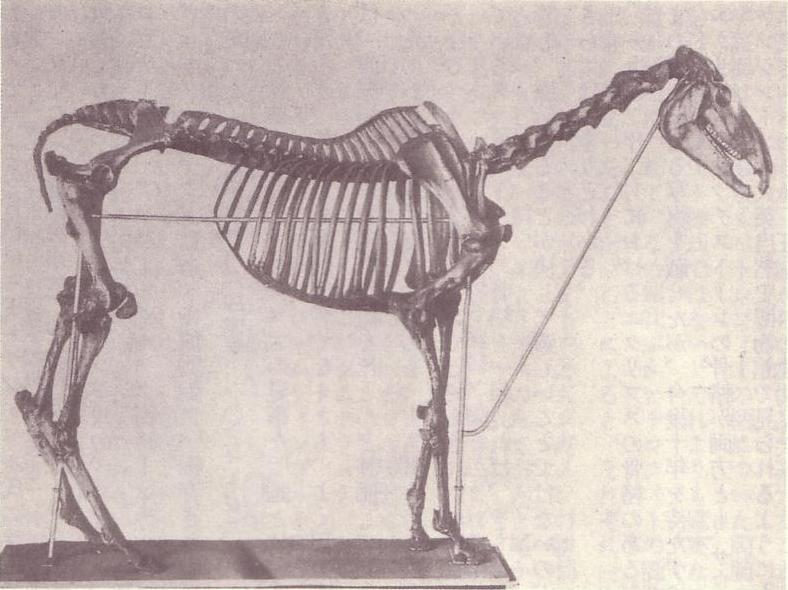
エクリプスの骨格

死亡の際ロンドンの獣医大学教授ヴィアル・ド・サン・ベルが検死を行っている。体高は16.2ハンド（約164.6 cm）と推定され、この時代の馬としては非常に大きな馬体を持ち、骨格は当時の他の馬とは異なる特徴がいくつも見出された。心臓は14ポンド（約6.35 kg）もあった。なお、右写真の骨格は現在ニューマーケットの競馬博物館に展示されているものだが、この他に「これはエクリプスの骨格である」と主張する物が4体もあり、蹄も本物の1つで金の台座にあしらわれた物がジョッキークラブに所有されているが、他に本物と称するものが少なくとも5個ある。検死の後に、皮は財布の皮にされ、たてがみと尾の毛は鞭にされた。

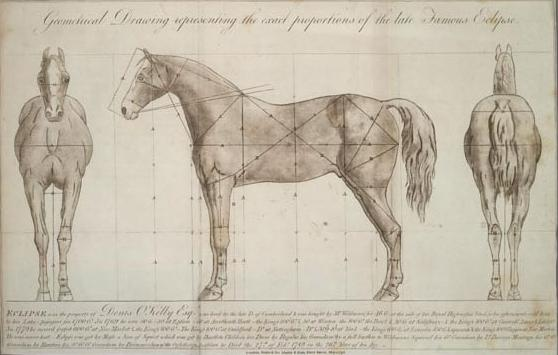
ヴィアル・ド・サン・ベルの実測図

骨格や血統の研究は現在も続いており、2005年にはエクリプスのDNAが調査される予定であるとBBCやサラブレッドタイムズによって報道された。記事には、イギリスの王立獣医科大学とケンブリッジ大学の科学者が歯等に残されたDNAを調査すると記載された。また、2006年には骨格と運動モデルが分析され、現在の馬とほぼ同じ特徴を持っていたと結論付けられた。この他の特徴も現在のサラブレッドにかなり似ている。もっとも、エクリプスが現在のサラブレッドに似ているというより、現在のサラブレッドがエクリプスに似ているというべきであるが。

### 後世への影響
後世への影響は非常に強い。サラブレッドの血統を父の父の父…という風に父方に辿ると殆どがエクリプスに辿り着くと言われており、その勢力は実に95%に達するとまで言われる。また、母系を合わせてのサラブレッドへの血統的影響はヘロド程ではないが非常に強く、血量にして優に10%を超えている。
しかし、父系に関して言えば最初からこれほどまでの勢力を持っていたわけではない。当初はヘロド〜ハイフライヤー系の方が優勢で、実際に1780年から1839年までの60年間の首位種牡馬回数は、エクリプス系12回に対し、ヘロド系が43回とヘロド系の方が多かった（マッチェム系は5回）。オケリーは詩人を使ってハイフライヤーの馬主であるタタソールに向かって「ハイフライヤーの産駒でヘロドの血の優秀性を証明して見せよ」と、どちらの血が優れるか投げかけてはいるものの、三大始祖いずれの父系が優れるかの議論もヘロド系の方が優勢で、エクリプスはハイフライヤーに牝馬を提供するだけという極端な考えを持っていた馬主もいたようである。
だが、ヘロド系が優勢だったのは1830年頃までで、19世紀中盤以降ハイフライヤー系が衰退・滅亡するヘロド系に対し、ストックウェル、ニューミンスター、セントサイモン等大種牡馬を連発したエクリプス系が勢力を伸ばした。これ以後現在に至るまでエクリプス系優位が続いている。現在エクリプス系は主にポテイトーズとキングファーガスの2頭にさかのぼることができる（子孫についての詳細はエクリプス系を参照のこと）。

### 遺伝子
2018年のシドニー大学を中心とした研究グループの報告によると、2000年から2011年にオーストラリアで走ったサラブレッド13万5572頭の全血統表、更に抽出した128頭の常染色体塩基配列のSNP（一塩基多型）を解析した結果、これらの馬に対するエクリプスの血統的影響は、ヘロド（18.3%）、ゴドルフィンアラビアン（13.8%）に次ぐ13.3%に達した。
また、同一系統対立遺伝子の遡及系統解析によると、エクリプスの遺伝子を多く持つ個体は競走能力が低い傾向がみられ、特に現役期間が短い傾向が顕著であった（他に出走率や獲得賞金も低い傾向がみられる）。現役期間の短さについて、この研究はエクリプスの祖父が患っていた肺出血について言及している。

### その他
1886年にはイギリスのサンダウン競馬場でエクリプスを記念するエクリプスステークスが創設された。この競走は当時英国内で最高額の賞金を誇り、現在もGIに指定されている。さらにアメリカ競馬の年間表彰制度エクリプス賞もこの馬を記念したもので、各部門の最優秀者及び最優秀馬の所有者にはエクリプスの像が送られる。ニューマーケット競馬場にも銅像がある。

## Eclipse first, the rest nowhere.
エクリプスを紹介する際に使われる有名な語句。デビュー戦でエクリプスが第1ヒートを圧勝した後に、オケリーが第2ヒートの全馬の着順を賭けてもいいと宣言した際に発言した。
意味は「エクリプス1着、2着馬はなし。Eclipse first, the rest nowhere.」。
当時のヒート戦のルールでは、1着馬から240ヤード（約219.5メートル）以上離された場合には入着を認められないため、エクリプスが他馬を240ヤード以上離して勝つ、と予想したものである。結果、エクリプスが圧勝し、残りの馬は240ヤード以上遅れてゴールのため失格、オケリーの予想が的中した。この言葉はのちに有名になり「圧倒する」という意味で主にイギリスで度々引用された（Eclipse自体はラテン語源eclipsim（日蝕や月蝕などの「蝕」）であり、動詞（受身）で使用されるさい「他のものを陰らせる」「凌駕する」の意になる）。英和辞典にも「唯一抜きん出て並ぶ者なし」の訳で掲載されたことがある（『新英和大辞典』研究社より引用）。
この語は、日本では長い間「エクリプス1着、ほかはまだ見えない」というような誤訳で紹介されてきた。このセリフを直訳すると「エクリプスが1着だが、あとの馬はどこにもいない」となる。240ヤード離されると失格というルールによって、この直訳のとおりになるのだが、この語が日本に紹介された頃はヒート戦のルールまではよく知られていなかったので、「nowhere」というのは「見えないぐらい遠くにいる」ということを比喩的に表したものだろうと解釈された（現実問題として1ハロン（約201.2メートル）の距離ならば高低差がない限りふつうに目視できる。）。こうした解釈が孫引きされて日本で紹介された結果、「1着エクリプス、ほかはまだ見えない」という表現が広まったのである。

## 馬主のデニス・オケリーについて

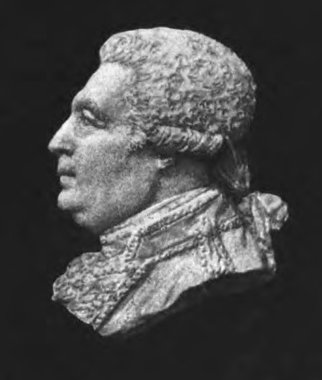
デニス・オーケリー

エクリプス3人目の馬主であるデニス・オケリー（Dennis O'Kelly、1720,28年? - 1787年）は、18世紀後半にイギリスで名をはせた賭博師。もとはアイルランドの貧しい農家の生まれで、ロンドンに出て怪しげな商売をしていたという。一時はその饒舌と端麗な容姿が受けて社交界の寵児となっていた時期もあったが、ビリヤードなどの賭博で金を使い果たし破産、流刑になる。
しかし運のいいことに流刑予定地アメリカで独立前の混乱が起こり、囚人船が出発できずロンドンに逆戻り、さらに1760年10月にジョージ2世死去に伴う特赦で釈放された。その後は成功者の道を歩み、フリート刑務所の中で知り合ったシャーロット・ヘイズと組んで行った賭博がことごとく成功し、ついには金の力で大佐の地位まで手に入れる。後に馬産家としても成功した怪しげな人物。
彼がエクリプスから得た金は25000ポンドを超えたという。ダービーステークスもヤングエクリプスで優勝した。ただ怪しい出自や第12代ダービー伯爵等の反対により死ぬまでジョッキークラブの会員にはなることができなかった。